# 白云桥 (余姚)
29°51′46.9″N 121°13′37.7″E / 29.863028°N 121.227139°E

白云桥是浙江省余姚市境内一座单孔石桥，位于鹿亭乡境内的中村前山自然村，跨晓鹿溪，初建于唐贞观年间，现存桥梁建于清光绪十六年（1890年）。2011年1月7日被列入第六批浙江省文物保护单位。

## 形制
白云桥始建于唐贞观年间，现存桥梁为清光绪十六年所建，为宁波市境内仍在原址的三座唐代桥梁之一，也是旧时余姚县（今为余姚市）和鄞县（今属宁波市海曙区）的界桥。桥梁位于余鄞公路南，牛山以西，为陡拱式单孔石桥，上宽下窄。桥梁建于山溪岩壁上，建筑材料为乱石和块石。桥面宽3.8米，拱矢高6.6米，跨径12.65米，拱券超过半圆，达到三分之二圆。南侧有台阶48级，北侧现有台阶30级，其余台阶在修建余鄞公路时被填没。桥面两侧设有18块栏板，16根望柱，其中桥顶的四根上端刻有雌雄狮首石像，现仅存三只。桥身东西两侧各刻有两只𧈢𧏡。东西两侧均有楹联，西联曰“地界鄞余，二韭三菁歌利济；村连龚郑，千秋万载庆安澜”，东联曰“白水跨虹腰，路通南北；云村留月影，界画郑余”。桥顶拱板刻有“白云桥”三字，并有“光绪庚寅”落款。
桥南端水浅处设有一排碇步石，与桥梁相连，行人可踏石而过。这一设计减小了拱圈的跨度，也利于泄洪。

## 传说
相传白云桥南岸的牛山为一头金牛，维系着村庄的兴衰。而金牛望着东边升起的月亮意欲离开。为了挽留住金牛，村中一位石匠提出，可以建造一座拱桥，其月拱与水中的倒影相结合便会形成一个月亮。桥落成后，金牛便回过头来，形成“金牛回头望明月”之景。

## 保护
白云桥于1987年9月列入余姚市文物保护单位，2011年1月7日列入第六批浙江省文物保护单位。

## 相关作品
宋代文人楼钥曾为白云桥作诗“客路随云流水远，征舆坐与白云高。野溪清浅渡危桥，径策枯藤上紫霄”。明代文人王锡衮也有诗云“飞梯何经借鳌背，金绳直嵌山之侧。横空贯索插云溪，补天镶地真奇绝”。
由温兆伦、钟萱主演，2016年上映的同名恐怖片《白云桥》曾在此取景。

## 图片

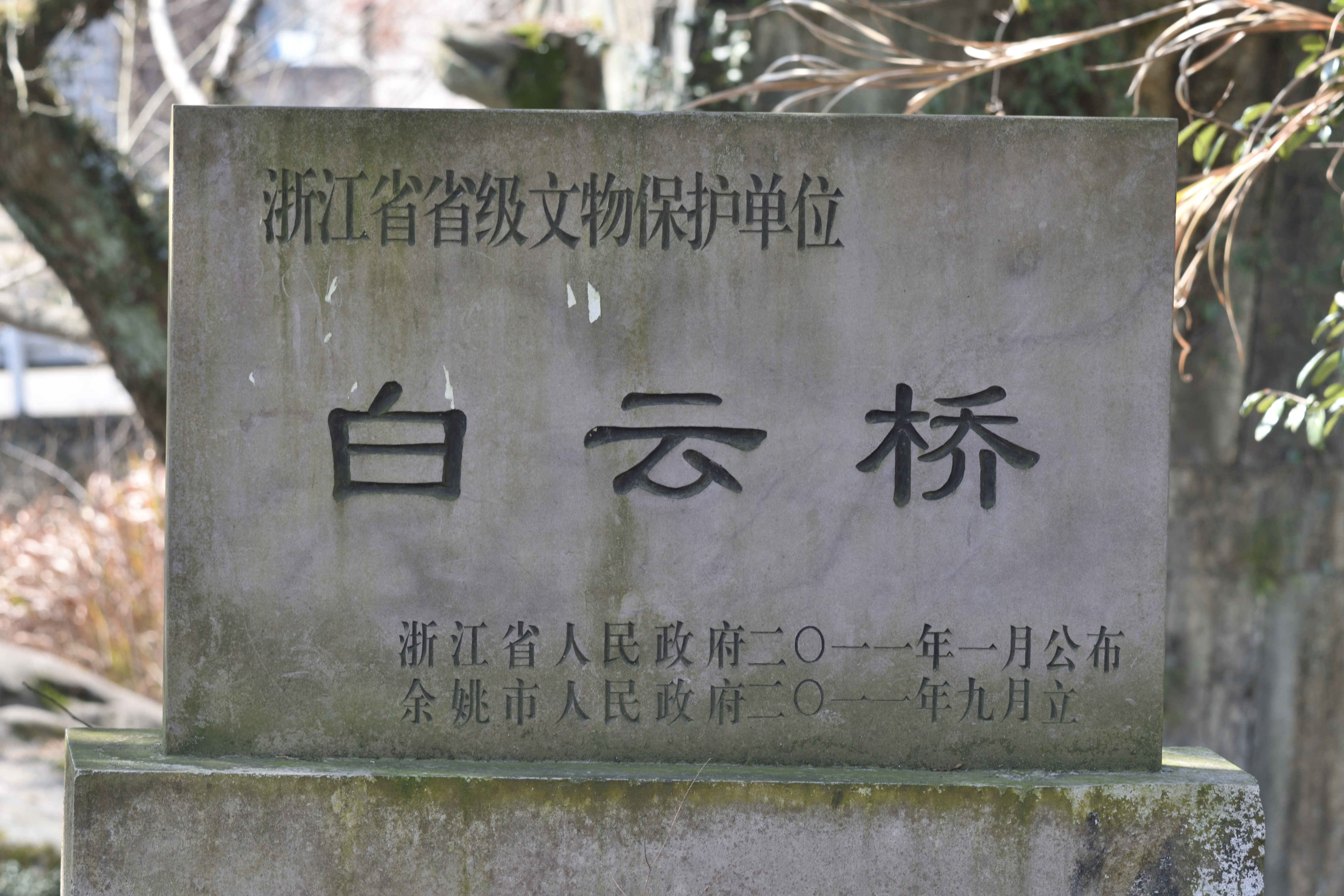
省级文物保护单位碑
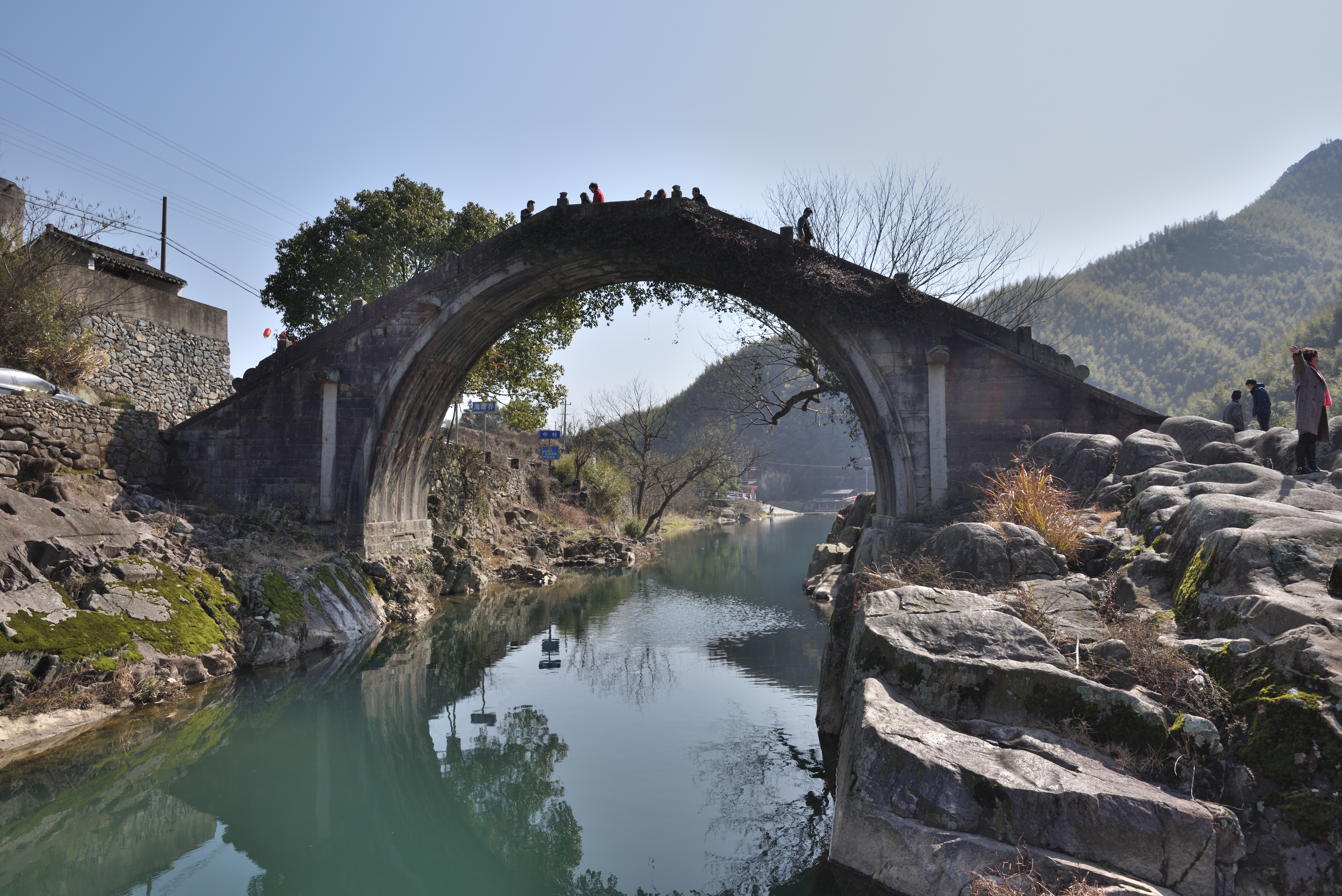
从西侧拍摄桥梁
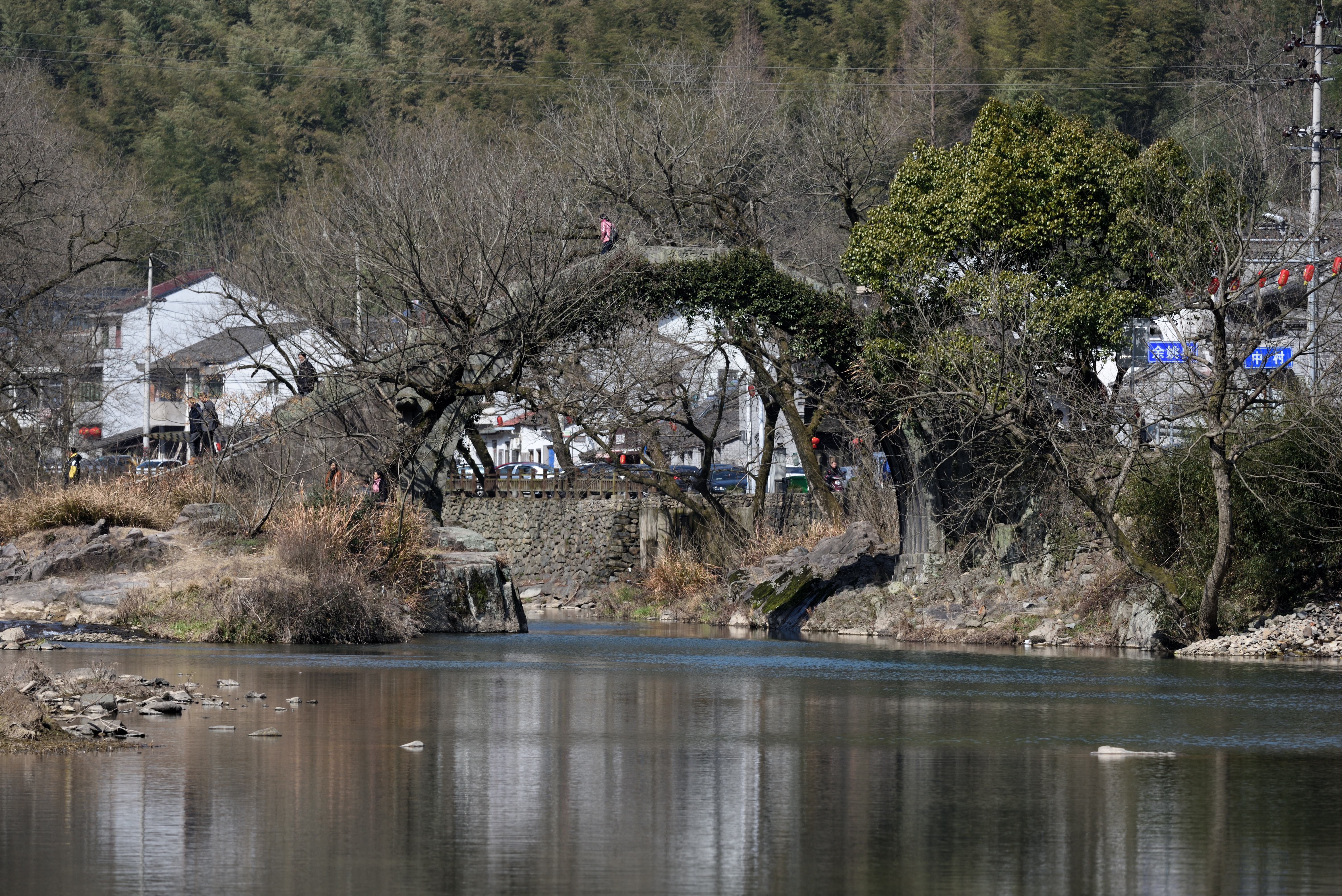
从东侧拍摄桥梁
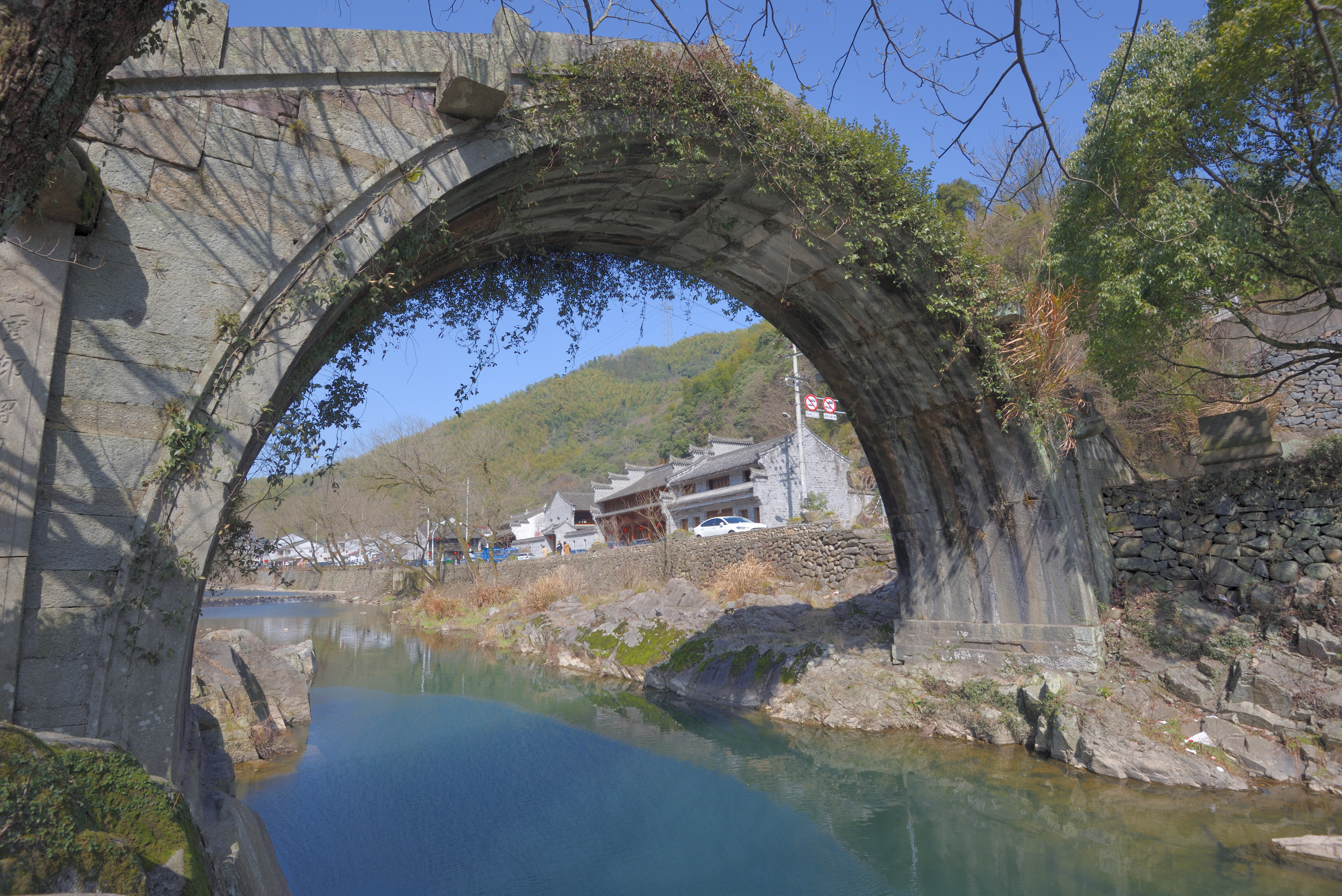
桥梁拱券
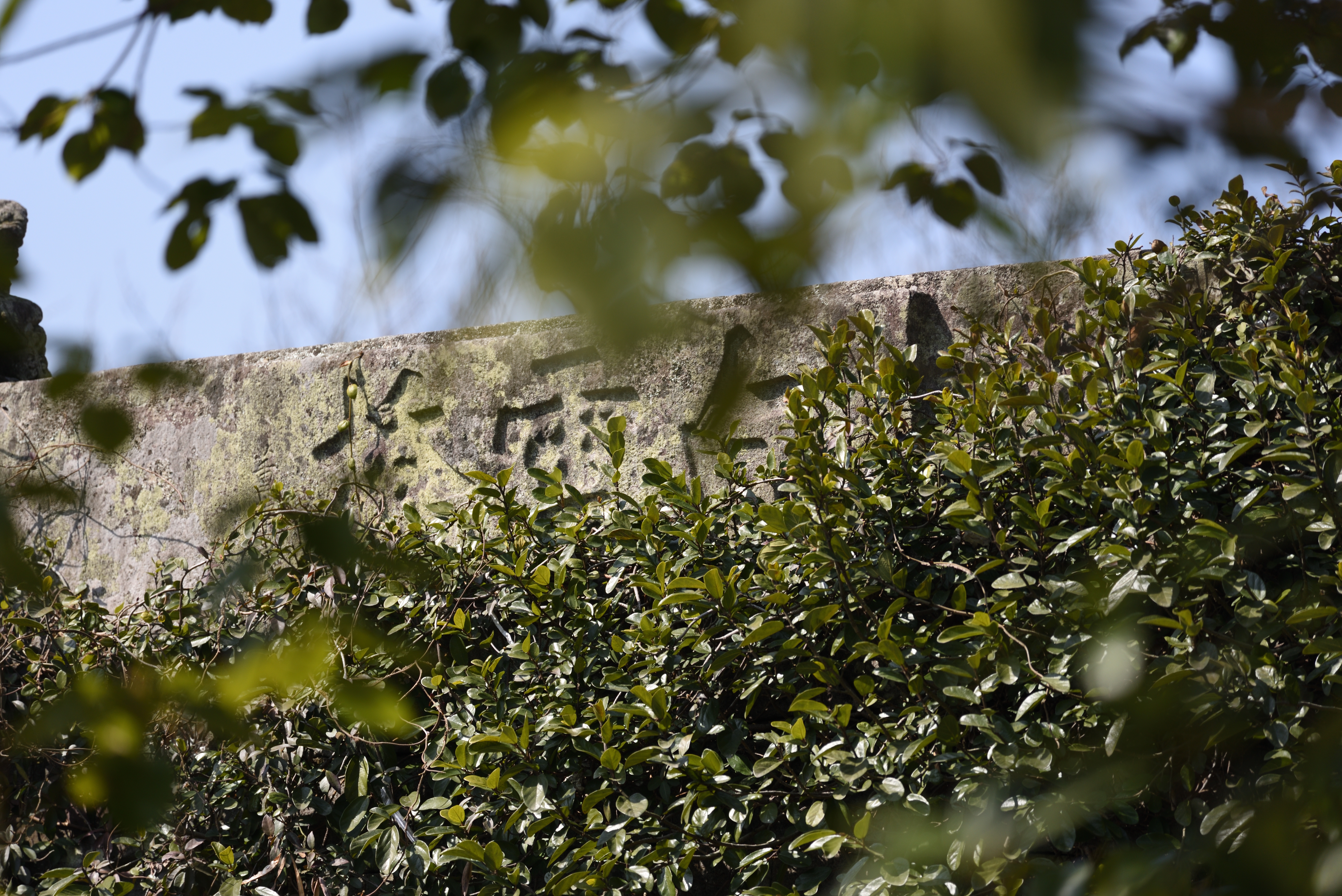
桥名
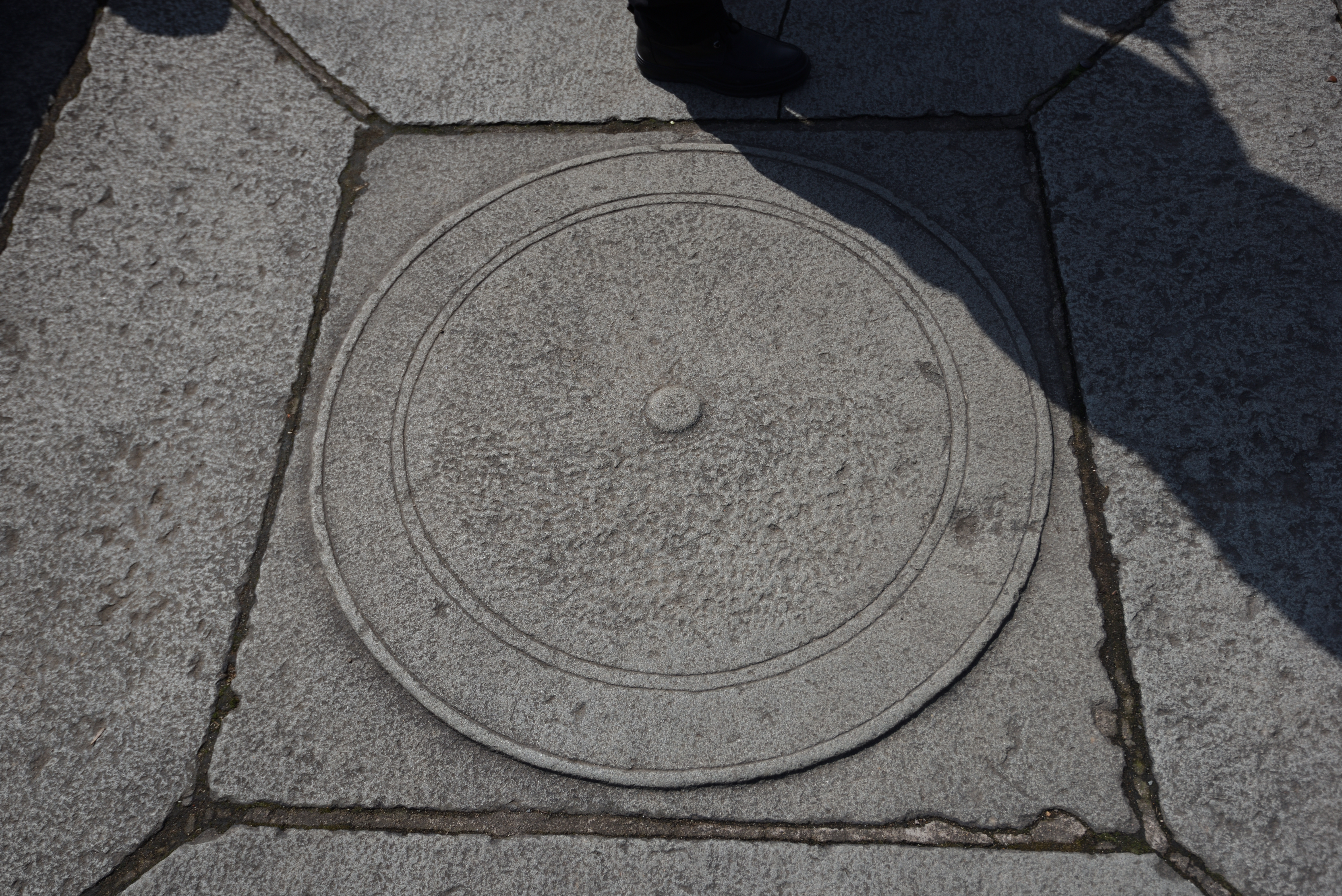
桥梁顶部装饰
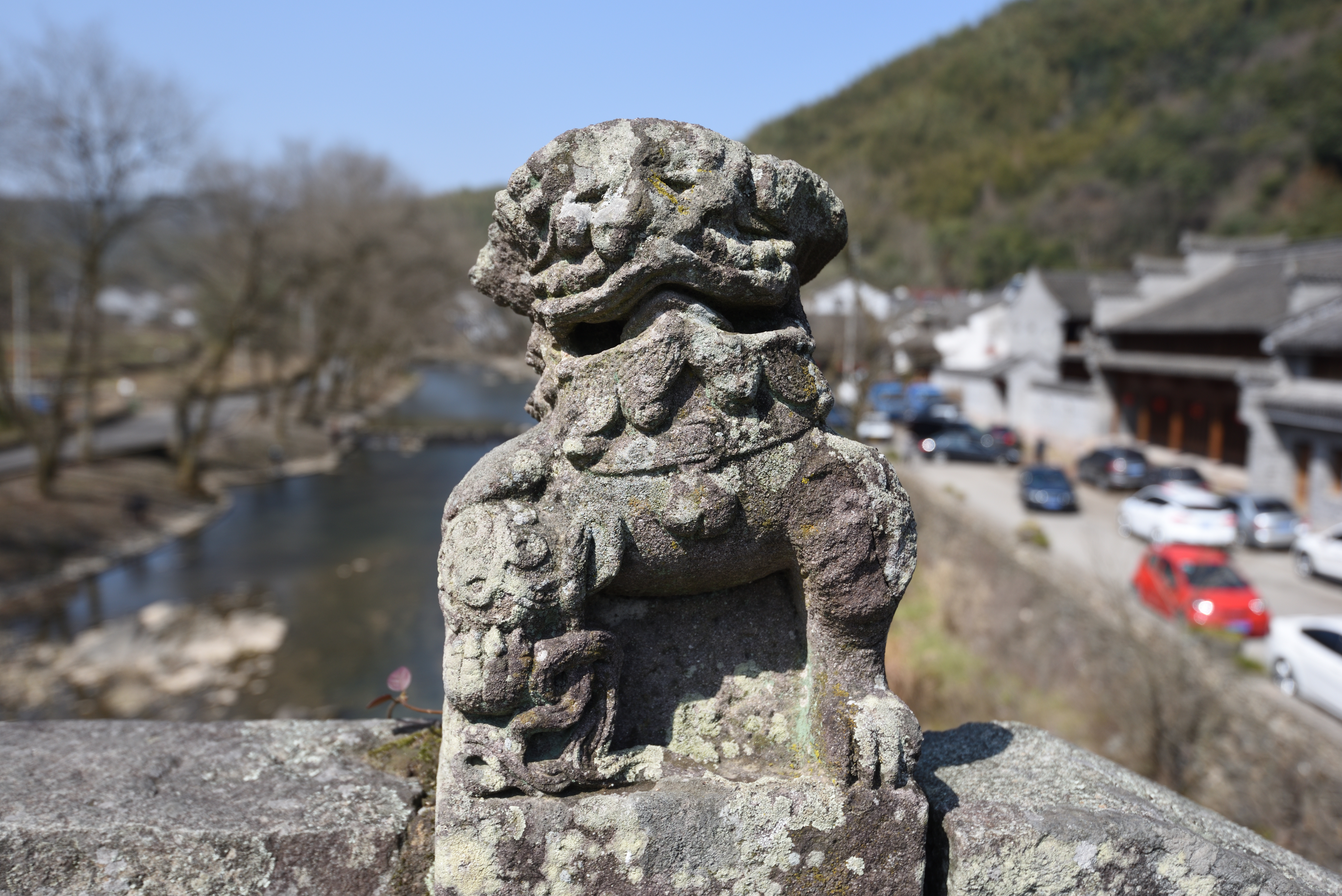
望柱石狮
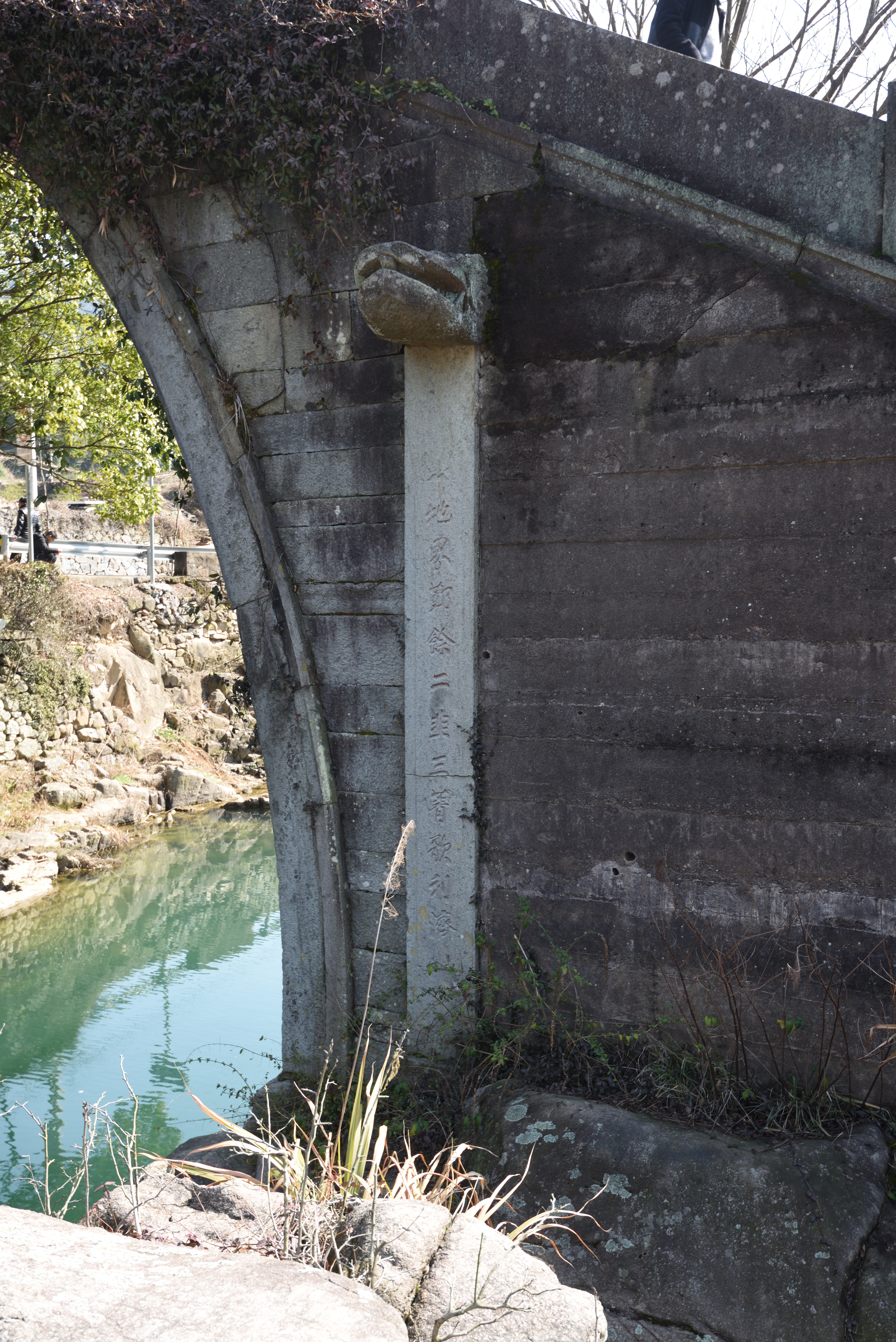
西南桥联“地界鄞余二韭三菁歌利济”